# Remiraż
Remiraż – remix album polskiego zespołu hip-hopowego Projektor, wydany 22 czerwca 2011 roku nakładem wytwórni Fandango Records. Stanowi remiks albumu Miraż z 2006 roku, z dodatkowym, nowym utworem „Hiphop”.

## Lista utworów
Źródło.
1. „Rewolucyjne intro (Bob Air Remix)”
2. „Cała prawda (Voskovy Remix)”
3. „Co zdobyte (Zeus Remix)” (gościnnie: Śliwka Tuitam)
4. „Pisak (Julas Remix)”
5. „Niekończąca się opowieść (Bob Air Remix)”
6. „Rzepy (Sebakk Remix)” (gościnnie: Cichy)
7. „Nie poganiaj mnie (Jaca Remix)”
8. „Wszyscy mają problem (Emdeka Remix)”
9. „Schron dla dusz (Sherlock Remix)”
10. „Mirash (Zeus Remix)”
11. „Pauki za pauki (Helo Remix)” (gościnnie: Niq-a, Moral, Rahim)
12. „Masta kompresji (Bob Air Remix)” (gościnnie: Mea)
13. „Mi i im (Helo Remix)”
14. „Nie chodzi o... (Bob Air Remix)” (gościnnie: Cichy, Bas Tajpan, Rahim)
15. „Ciche outro (Art of Beatz Remix)”
16. „Hiphop”